# Manitowoc Rapids
Manitowoc Rapids – miasto w Stanach Zjednoczonych, w stanie Wisconsin, w hrabstwie Manitowoc.